# Чорнобиль. Відродження. Лось європейський (монета)
«Чорно́биль. Відро́дження. Лось європе́йський» — пам'ятна монета номіналом 5 гривень, випущена Національним банком України, введена в обіг 25 квітня 2025 року.
Присвячена лосю європейському (Alces alces), найбільшому представникові оленевих в Україні. Він став символом відновлення природних екосистем у Чорнобильському радіаційно-екологічному біосферному заповіднику. Цей заповідник є найбільшим у країні та відіграє важливу роль у збереженні у природному стані найтиповіших природних комплексів Полісся, що зазнало радіаційного забруднення. Європейський лось, занесений до Червоної книги 2017 року, уособлює здатність природи до відновлення та нагадує про важливість збереження біорізноманіття та охорони довкілля загалом.
Монета належить до серії «Флора і фауна», циклу «Чорнобиль. Відродження».

## Опис та характеристики монети
| Номінал грн. | Метал      | Маса, грам | Діаметр, мм. | Якість виготовлення       | Гурт     | Тираж, штук                                   |
| ------------ | ---------- | ---------- | ------------ | ------------------------- | -------- | --------------------------------------------- |
| 5            | нейзильбер | 16,54      | 35,0         | спеціальний анциркулейтед | рифлений | 40 000 (зокрема 20 000 у сувенірній упаковці) |

### Аверс
На аверсі монети розміщено: угорі — Державний Герб України, під яким напис — «УКРАЇНА»; праворуч від герба вказано номінал монети — «5 ГРИВЕНЬ». У центрі монети міститься символічне колесо життя, яке складається з стилізованого міжнародного знаку «Радіаційна загроза», оповитого листям, навколо якого тварини, популяції яких розвиваються у Чорнобильській зоні відчуження: лелека чорний, кінь Пржевальського, рись, зубр, лось, ведмедь бурий. По колу аверса на дзеркальному тлі зазначені написи: «ЧОРНОБИЛЬСЬКИЙ РАДІАЦІЙНО-ЕКОЛОГІЧНИЙ БІОСФЕРНИЙ ЗАПОВІДНИК (ліворуч), CHORNOBYL RADIATION AND ECOLOGICAL BIOSPHERE RESERVE», вказано рік карбування — «2025» та логотип Банкнотно-монетного двору Національного банку України (зверху).

### Реверс
На реверсі монети зображено лося європейського з елементом оздоблення, виконаного технікою тамподруку; угорі — лосиця з малям. На дзеркальному тлі написи: «ЛОСЬ» / «ЄВРОПЕЙСЬКИЙ» / «ALCES ALCES».

Монета у сувенірному пакованні
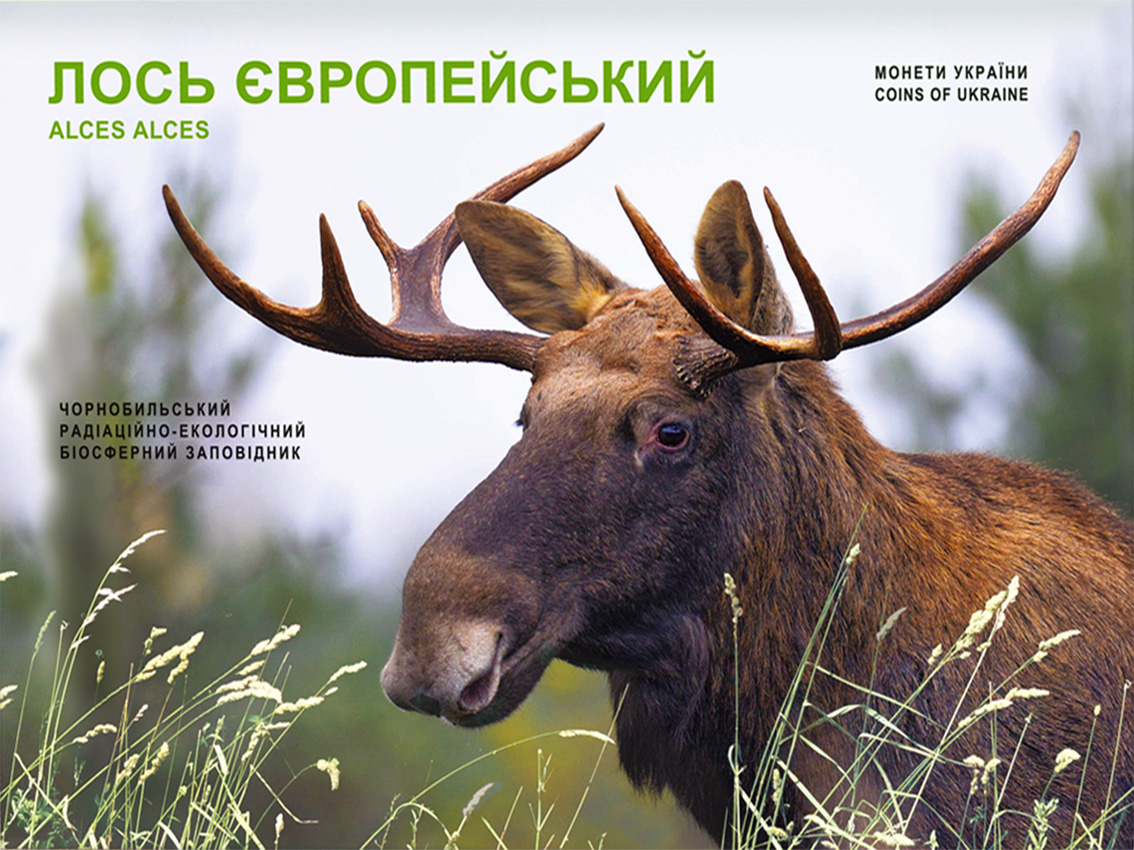
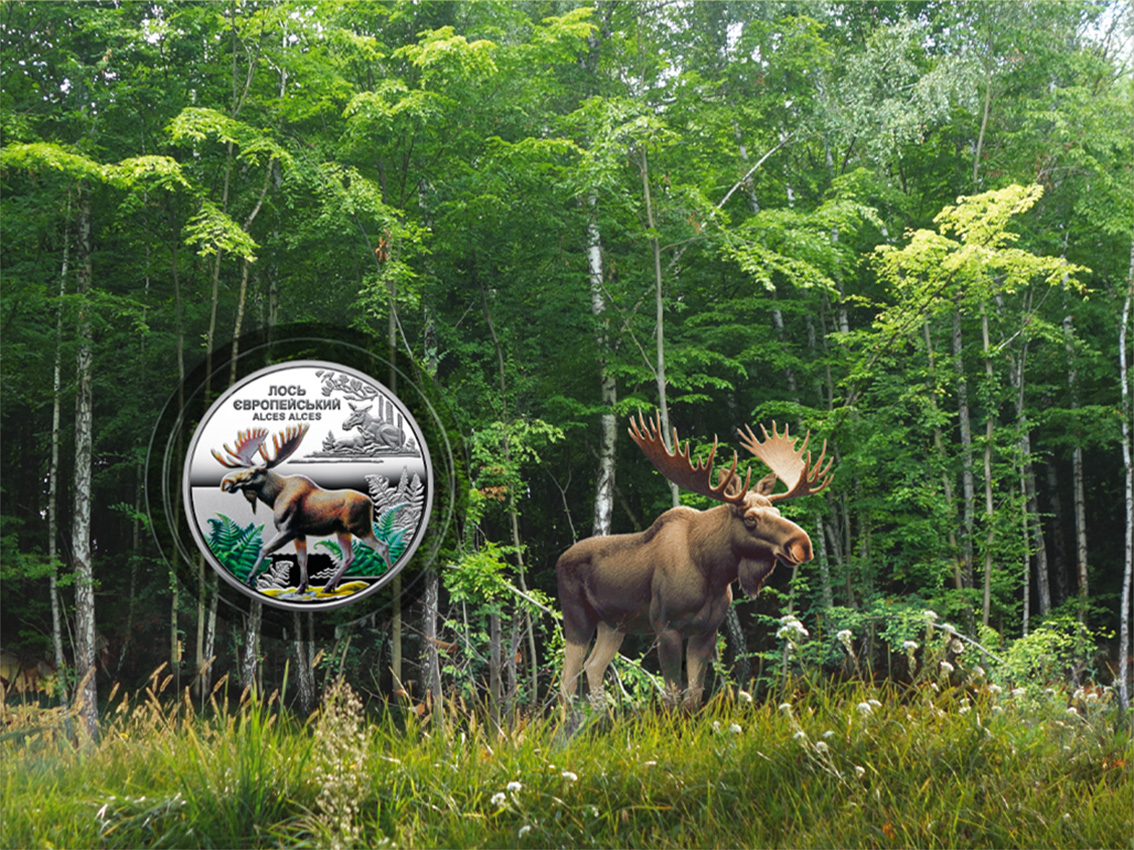

## Автори
- Художниця — Наталія Фандікова.
- Скульптори: Анатолій Демяненко, Володимир Дем'яненко[2].

## Продаж монети
29 квітня 2025 року через інтернет-магазин нумізматичної продукції НБУ продав 24000 монет Лося європейського (зокрема 12000 штук у сувенірному пакованні). Вартість монети становила 152 гривні (198 грн у сувенірному пакованні). Однак за кілька хвилин до початку продажу на сайті стався збій унаслідок пікового навантаження. Онлайн одночасно перебувало понад 125 тисяч користувачів. Рутинна процедура купівлі перетворилась, за словами колекціонерів, на квест «вполюй лося». Нумізмати скаржилися на неможливість нормального замовлення монети і повідомляли про регулярність подібних збоїв інтернет-магазину НБУ під час продажу популярної продукції.

## Вартість монети
Фактична приблизна вартість монети з роками змінювалася так:
| Рік       | 2025  | 2026 | 2027 |
| --------- | ----- | ---- | ---- |
| Ціна, грн | 1 100 |      |      |